# (120216) 2004 EW95
(120216) 2004 EW95 est un objet transneptunien faisant partie des plutinos.

## Caractéristiques
L'objet (120216) 2004 EW95 mesurerait environ 295 km. Il est en résonance 3:2 avec Neptune, ce qui en fait un plutino. 
Les premières estimations de diamètre avaient pris l'hypothèse d'un albédo d'un corps glacé tel que sont probablement les plutinos, ce qui donnait environ 190 km, mais il s'est révélé beaucoup plus sombre. Une publication de mars 2018 par Tom Seccull et ses collaborateurs montre, par des mesures expérimentales, que cet objet de la ceinture de Kuiper possède des propriétés optiques analogues à celle d'objets carbonés habituellement observés dans la ceinture principale d'astéroïdes entre Mars et Jupiter. Ceci indiquerait que, peu après sa naissance, le Système solaire a connu une période de fortes perturbations pendant la formation des planètes géantes gazeuses et que des objets à surface carbonée, créés dans la zone des planètes internes rocheuses (Mercure, Vénus, la Terre et Mars), ont été éjectés non seulement vers la ceinture d'astéroïdes, mais également vers la lointaine ceinture de Kuiper ,. Ce type d'objets avait été envisagé par des modèles théoriques, mais c'est la première observation confirmant cette théorie.

## Orbite
L'orbite de 2004 EW95 possède un demi-grand axe de 39,249 ua et une période orbitale d'environ 246 ans. Son périhélie l'amène à 26,964 ua du Soleil et son aphélie l'en éloigne de 51,533 ua. Il s'agit d'un plutino.

## Découverte
(120216) 2004 EW95 a été découvert le 14 mars 2004.